# محمدعلی طاهری
محمدعلی طاهری (۱ فروردین ۱۳۳۵)، بنیان‌گذار مؤسسه فرهنگی هنری عرفان حلقه در دهه ۱۳۸۰ است که از اواخر سال ۱۳۸۹ و پس از گسترده شدن دامنهٔ مخاطبانش، با محدودیت‌های گسترده‌ای روبرو و چندی بعد دستگیر شد.
او در تاریخ ۱۴ اردیبهشت ۱۳۹۰ برای سومین مرتبه بازداشت و به حبس محکوم شد. در بهمن ۱۳۹۳ خبری مبنی بر صدور حکم ارتداد و احتمال محاکمه مجدد او منتشر گردید. وکیل مدافع محمدعلی طاهری در شهریور ۱۳۹۶ از ابلاغ مجدد حکم اعدام او توسط دادگاه انقلاب به جرم افساد فی الارض خبرداد، این اقدام درحالی انجام شد که اولین حکم اعدام وی توسط دیوان عالی کشور لغو شده بود. در اردیبهشت ۹۸ سخنگوی قوه قضاییه اعلام کرد که وی پس از طی مدت محکومیت هفت و نیم ساله خود از زندان آزاد شده است. نام او از سوی مجموعه فعالان حقوق بشر در ایران (هرانا) به عنوان یکی از ۱۳ نخبه‌ای که حقوق‌شان در ایران نقض شده به شورای حقوق بشر سازمان ملل گزارش شده است.

## نقدها
اسماعیل منصوری لاریجانی که پیشتر مقدمه‌ای بر کتاب‌های طاهری نگاشته بود در ۲۲ اسفند ۱۳۸۹ در نشستی در قم از طاهری تبری جست. وی طاهری و فرقه‌اش را از فرقه‌های منحرف و خطرناک معرفی نمود و اعلام داشت در ابتدا گمان می‌کرده طاهری به دنبال نشر عرفان اسلامی است از این رو بر دو کتاب وی مقدمه زده ولی پس از مشاهده انحرافاتشان ضمن اعتراض شدید از دستگاه‌های مسؤول خواسته جلوی فعالیت او را بگیرند. وی همچنین مدعی شد طاهری چون نماز نمی‌خواند اصلاً قبله‌اش منحرف است و آثار مکتوب آقای طاهری را فاقد متدولوژی و پارادوکسیکال خواند و به‌صراحت از او و رهروانش ابراز تبری نمود. او در جلسه نقد دیگری که در اسفند ۱۳۸۹ در ستاد ملی ساماندهی پاسخ گویی دینی برگزار شد نیز عنوان داشت که این مقدمه را به درخواست محمدعلی طاهری نگاشته و دلیل عمده‌اش زمینه‌سازی برای چاپ آن کتاب‌ها بوده تا در معرض نقد صاحب‌نظران قرار گیرند. او همچنین گفت: «بعد از دو سال من متوجه شدم که این آقا شبکه‌های درمانی به راه انداخته است. من این‌ها را صدا کردم و گفتم این کارهای شما غیرقانونی و غیرشرعی است، این خانم‌های آنچنانی که شما راه انداخته‌اید مردم را سرکیسه می‌کنند، درست نیست. بعد من متوجه شدم که اینها دنبال اهداف خودشان هستند. این بود که نامه زدم به ارشاد و جلوی چاپ آن را گرفتم. اولین بار من خودم از این‌ها شکایت کردم و گفتم اینها چه کار می‌کنند از مردم پول می‌گیرند و کارشان نتیجه هم ندارد.» این در حالیست که یکی از هوادارن منصوری حتی گفته که قسمت آخر مقدمه کتاب که تمجید از طاهری بوده است نوشته منصوری لاریجانی نیست و به ادعای او یکی از هواداران طاهری به مقدمه افزوده است. در انتهای مقدمهٔ کتاب عرفان کیهانی (حلقه)، که از سال ۱۳۸۴ منتشر گردیده، اسماعیل منصوری، خود مدعی نام‌گذاری عرفان حلقه به عرفان کیهانی گردیده بود.
رادیو فردا معتقد است، در پی سخنرانی سید علی خامنه‌ای، رهبر جمهوری اسلامی ایران در اواخر سال ۱۳۸۹ و تأکید ایشان بر لزوم مبارزه با آنچه او از آن به «عرفان‌های کاذب» یا نوظهور و وارداتی تعبیر نمود حملات شدیدی متوجه دراویش و سایر گروه‌هایی که به موازات مجاری رسمی اقدام به تببین مسائل اعتقادی می‌کردند صورت گرفت و گروه‌های عرفانی و معنوی نیز در این مورد مستثنی نبودند. با اعتقاد به اینکه اندیشه‌های محمدعلی طاهری در اسلام جایگاهی ندارد از طرف عده‌ای اتهامات متعددی به او وارد شد که وی نیز در جواب اقدام به مطرح نمودن مواضع فکری و عقیدتی خود نمود تا ثابت کنند که این مواضع شفاف بوده و مغایرتی با اسلام و مذهب تشیع ندارد. البته این موضوع نه تنها کمکی در پاسخگویی به آن عده نداشته بلکه به عنوان وارد شدن به مسائل اعتقادی تبعات جدیدی را متوجه او نمود.
خبرگزاری فارس در گزارشی دربارهٔ محمدعلی طاهری نوشت: «[وی که] در کسب مدرک دیپلم نیز ناتوان بوده، مدعی دریافت دکترای افتخاری از کشورهای مختلف بوده است».

### استفتائات مراجع تقلید
نظرات بسیار مختلفی در این زمینه از مراجع تقلید وجود دارد.
مراجع تقلیدی چون مکارم شیرازی، صافی گلپایگانی و علوی گرگانی پس از بررسی جزوات، آثار سمعی و بصری، سی‌دی‌ها و مدارک موجود از وی با ارائه توضیحاتی طبق فتاوایی او را مرتد اعلام کردند. مراجع مذکور غیر وحیانی دانستن قرآن، اهانت به پیامبر اسلام با عنوان تناقض گویی، غیر معصوم خواندن ائمه شیعه، شرک دانستن زیارت قبور ائمه، تمسخر رجعت و مهدویت، تمجید از شیطان و موحد خواندن آن، ادعای خروج جن از درون مردم، ترویج زیرکانه تناسخ، نفی برخی از مسلمات مانند ادعای وجود نداشتن عزرائیل، لمس و تماس غیرشرعی با بدن زنان نامحرم به بهانه درمان عرفانی و ده‌ها انحراف دیگر، از جمله انحرافات این فرقه و دلایل ارتداد رئیس آن دانستند.
محمدعلی طاهری در پاسخ، ادعاهای مطرح شده در متن این استفتاها را دروغین خواند و انتساب فرضیات ارائه شده را تکذیب نمود و به‌دلیل کذب بودن صورت مسئله، تعلق فتاوی را به خود رد نمود.

## دفاعیات
طاهری در آخرین پست وبگاه شخصی‌اش در تاریخ ۱۳ اردیبهشت‌ماه ۱۳۸۸ آمادگی خویش برای انجام مناظره و پاسخگویی به کلیه سؤالات دربارهٔ روش درمانی خود را اعلام کرد، اما یک روز پس از این پست دستگیر شد. او پیشتر نیز در مناظره‌هایی شرکت جسته بود. طاهری پیش از آخرین دستگیری ضمن خدامحور دانستن دیدگاه‌هایش اعلام داشت:
«اینجانب، مسلمان و شیعه ایرانی، دوست دار اهل بیت عصمت و طهارت علیهم السلام و از راه و اندیشه مشرکان و مخالفان ایشان بری هستم و نمی‌دانم طراحان فتنه و آشوب، باز با افکار پوسیده خود، چه در سر می‌پرورانند که با فراموشی نسبت به این که چندی پیش، مرا مبلغ مسیحیت، بهائیت و… معرفی کردند و شیطان‌پرست خواندند، بدون ارائه هرگونه دلیل و برهان، این بار مرا کابالیست نامیده‌اند.»

### سال ۱۳۸۹
وی در ۲۹ فروردین ۱۳۸۹ دستگیر شد و دو ماه در بازداشت به سر برد. به نقل از پایگاه خبری مشرق در بازداشت مشخص شده طاهری اقداماتی ضد امنیت کشور انجام داده است. ضمناً اعلام شد بازداشت محمد علی طاهری به دلیل راه‌اندازی تشکیلات غیرقانونی بوده است. وی پس از دو ماه بازداشت با قید وثیقه آزاد گردید.

### سال ۱۳۹۰
طاهری مجدداً در ۱۴ اردیبهشت ۹۰ به اتهام بازداشت شد. برخی رسانه‌های دیگر ایران نیز کیش شخصیت، استبداد رأی و شیادی را به مؤسس گروه فرادرمان‌گرا نسبت دادند. اگر چه به تصریح وکیل آقای طاهری اتهاماتی که در خبرگزاری‌ها برای ایشان عنوان شده هیچ‌کدام تاکنون اثبات نشده و در حد ادعا می‌باشد و شکوائیه هم برای مقابله با هتک حرمت و اشاعه اکاذیب و افتراء علیه خبرگزاری‌های متخلف تهیه شده و به زودی پیگیری‌ها آغاز می‌شود. همچنین به ادعای خبرگزاری فارس این فرقه متهم به ۲ فقره ترور تشکیلاتی ناموفق شده است.

### اقدامات هواداران و فعالان حقوق بشر
فعالان حقوق بشر بازداشت‌ها و برخوردهای امنیتی با این گروه را محکوم کردند و خواستار آن شدند که اگر اتهاماتی بر اساس قوانین ایران بر این گروه وارد شده است، در دادگاهی علنی به آن رسیدگی شود. پس از دستگیری طاهری، جمعی از هوادارانش از طریق برگزاری کمپین‌هایی به حمایت از وی پرداختند. نام وی در گزارش دفتر حقوق بشر سازمان ملل به عنوان یکی از ۱۳ نخبه‌ای که حقوقشان در ایران نقض شده است قرار گرفته است. در تاریخ ۲۹ خردادماه ۱۳۹۰ پروندهٔ محمدعلی طاهری، به عنوان یکی از چند پرونده مهم نقض به حقوق بشر در جمهوری اسلامی ایران روی میز شورای حقوق بشر سازمان ملل قرار گرفت. آن شورا در جلسه خود در لاهه، ضمن بررسی این پرونده، عنوان کرد که وی با وجود پای‌بندی به اعتقادات مذهبی و اخلاقی جامعه که بارها بر آن تأکید کرده، به‌همراه تعدادی از شاگردانش در سراسر ایران با اتهام‌های بی‌اساس بازداشت شده‌اند که در زندان با فشارهای سنگین و رفتارهای غیرقانونی روبرو بوده و در وضعیتی بسیار وخیم قرار گرفته‌اند.
وکیل محمدعلی طاهری در مصاحبه‌ای گفت با توجه به این که هیچ اتهامی هنوز ثابت نشده است و حکم قطعی صادر نشده، رسانه‌ها طبق قانون حق انتشار آن‌ها را نداشته‌اند. وی گفته است که پیگیری‌اش برای چاپ جوابیه مطالب دروغ و افتراهای این رسانه‌ها به جایی نرسیده و تاکنون کسی پاسخگوی شکایت وی نبوده است. وی همچنین گفت برنامه‌هایی در شبکه‌های صداوسیما بر خلاف اساسنامه این سازمان پخش شده است که طبق قانون احقاق حق صداوسیما، باید به آن‌ها فرصت قانونی برای روشن کردن افکار عمومی در خصوص اتهامات مطرح‌شده داده شود. وی از دادستان تهران درخواست کرد ضایع شدن حقوق موکلش در رسانه‌ها را پیگیری و از ادامه آن جلوگیری کند.

## اتهامات و محاکمه
به نوشته وبگاه مشرق نیوز طاهری در بهمن ۱۳۹۰ بر اساس چند اتهام مختلف از جمله توهین به مقدسات و بیان مطالبی که هیچ گونه تخصصی در آن‌ها نداشته و ادعای الهام و دریافت آگاهی و ارائه این دریافت‌ها به دیگران مداخله غیرقانونی در امور پزشکی و درمان -با توجه به اینکه هیچ فردی حق ندارد بدواً نظریات خود را روی انسان آزمایش کند- به اتهام تحصیل مال نامشروع و پخش غیرقانونی آثار سمعی و بصری و به علت لمس دست بیماران مؤنث بدون اینکه دارای مجوز طبابت باشد محکوم شد. برخی رسانه‌های ایران به نقل از آنچه «منابع مطلع» پیرامون اتهامات مختلف علیه وی سخن گفته‌اند اما دربارهٔ آخرین دستگیری وی در سال نود تنها اظهار نظر مقامات قضایی، سخنان عباس جعفری دولت‌آبادی دادستان تهران مبنی بر فعالیت «در حوزه‌ای فکری و تزهای غیرمجاز» اعلام شده است.

### رای دادگاه
نهایتاً در ۲۴ بهمن ۱۳۹۰ وبگاه مشرق نیوز نوشت که محمد علی طاهری: «پس از برگزاری جلسات دادگاه و دفاعیات خود در ۴ جلسه، به اتهام توهین به مقدسات و بیان مطالبی که هیچ گونه تخصصی در آن‌ها نداشته و ادعای الهام و دریافت آگاهی و ارائه این دریافت‌ها به دیگران توسط دادگاه عمومی و انقلاب تهران به ۵ سال حبس تعزیری، به اتهام مداخله غیرقانونی در امور پزشکی و درمان - با توجه به اینکه هیچ فردی حق ندارد بدواً نظریات خود را روی انسان آزمایش کند- با استناد به مفاد قانون مجرم شناخته شده و پروانه فعالیت وی ابطال شد… به اتهام تحصیل مال نامشروع و پخش غیرقانونی آثار سمعی و بصری به پرداخت ۹۰۰ میلیون تومان محکوم شد. وی به علت گرفتن دست یک بیمار مؤنث بدون اینکه دارای مجوز طبابت باشد نیز به ۷۴ ضربه شلاق محکوم شد.»

### احتمال محاکمه مجدد
در ۱۶ بهمن ۱۳۹۳ خبرگزاری فارس خبری منتشر کرد مبنی بر سه تن از مراجع تقلید طی استفتائاتی که از سوی دستگاه قضایی صورت گرفت، حکم ارتداد طاهری را صادر کرده‌اند و بر همین مبنا دادگاه وی بزودی برگزار می‌شود.

### حکم اعدام مجدد
وکیل مدافع محمدعلی طاهری، در گفتگو با رادیو فردا خبر داد که بار دیگر برای موکلش حکم اعدام صادر و این حکم روز یکشنبه ۵ شهریور ۱۳۹۶ توسط دادگاه انقلاب ابلاغ شده است.
عفو بین‌الملل در بیانیه اقدام فوری ۵ ژوئیه ۲۰۱۷ – ۱۴ تیر ۹۶، خواستار تحقیقات بی‌طرف و مستقل در مورد وضعیت محمدعلی طاهری شد. طبق این بیانیه، محمدعلی طاهری، معلم عرفان، در انتظار دومین جلسهٔ محاکمه خود در تیر ۱۳۹۶ است. مقامات او را به «افساد فی الارض» متهم کرده‌اند. او بیش از ۶ سال است که در حبس انفرادی نگهداری می‌شود. مجازات او در صورت احراز اتهام و صدور محکومیت، می‌تواند اعدام باشد. اساس این اتهام همان فعالیت‌هایی است که محمدعلی طاهری پیشتر به خاطر آن در سال ۱۳۸۹ به پنج سال زندان محکوم شد. این محکومیت در بهمن ماه ۱۳۹۴ به پایان رسید.

### آزادی
در اردیبهشت ۹۸ سخنگوی قوه قضاییه اعلام کرد که محمد علی طاهری پس از طی مدت محکومیت خود که هفت و نیم سال زندان بوده، از زندان آزاد شده است. در اسفند ۹۸، محمدزمان دریاباری وکیل طاهری اعلام کرد وی در تورنتو کانادا به سر می‌برد اما احتمال دارد به ایران برگردد.

## نوشته‌ها

### کتاب‌ها (با مجوز در ایران)
- عرفان کیهانی (حلقه) - انتشارات اندیشهٔ ماندگار قم. چاپ اول: ۱۳۸۴ - چاپ دوم: فروردین ۱۳۸۵[۲۸]
این کتاب با موضوعیت بررسی و شناخت این مکتب دربرگیرندهٔ اساسنامهٔ عرفان کیهانی (حلقه) می‌باشد که اسماعیل منصوری لاریجانی در مقدمه آن به تصریح جایگاه عرفان کیهانی در عرفان اسلامی پرداخته و در ۱۶۰ صفحه به چاپ رسیده است.
- انسان از منظری دیگر - نشر ندا. چاپ اول: اسفند ۱۳۸۶ - نشر بیژن چاپ نهم: آذر ۱۳۸۸[۲۹]
این کتاب دربرگیرندهٔ تئوری‌های فرادرمانی است و در چهار فصل به تشریح موضوعاتی با عناوین عرفان کیهانی (حلقه)، فرادرمانی، کالبدهای مختلف وجود انسان و شبکه‌های مثبت و منفی می‌پردازد.[۳۰] این کتاب تاکنون به چاپ نهم رسیده و تیراژ آن در هر نوبت ۱۰٬۰۰۰ نسخه بوده است. در ضمن این کتاب به زبان انگلیسی با ترجمه خانم فاطمه رضایی‌پور نیز از طریق انتشارات ندا و انتشارات بیژن به چاپ رسیده است.[۳۱][۳۲]
- چند مقاله - انتشارات تحفه. چاپ اول: ۱۳۸۹[۳۳]
این کتاب شامل مقاله‌های چاپ شدهٔ عرفانی محمدعلی طاهری در روزنامه‌های ایران می‌باشد که در سال ۱۳۸۹ و در ۱۲۴ صفحه به چاپ رسیده است.
- بینش انسان - انتشارات خوشبین. چاپ اول: ۱۳۸۹ - انتشارات تحفه. چاپ دوم: ۱۳۸۹[۳۴][۳۵]
این کتاب شامل مباحثی از قبیل هستی‌شناسی و نقش بینش‌ها در زندگی انسان می‌باشد که در سال ۱۳۸۹ به چاپ رسیده است.
- انسان و معرفت - انتشارات خوشبین. چاپ اول: ۱۳۸۹[۳۶]
این کتاب شامل مباحثی از قبیل نظریات محمدعلی طاهری در مورد عرفان حقیقی، موانع آن و رابطهٔ انسان با عرفان می‌باشد که در ۳۱۲ صفحه در سال ۱۳۸۹ به چاپ رسیده است.

### کتاب‌ها (در ارمنستان)
- انسان و معرفت سال ۱۳۹۰
- موجودات غیر ارگانیک - انتشارات گریگور ناتوانسی سال ۲۰۱۱ (۱۳۹۰)
این کتاب شامل مباحثی از قبیل آشنایی با نقش موجودات غیرارگانیک و پیشگیری از اختلالات ناشی از آن‌ها و توجه به آموزه‌های ادیان الهی و افزایش انگیزه برای زندگی صحیح می‌باشد که در ۱۰۲ صفحه در سال ۱۳۹۱ به چاپ رسیده است.

### مقالات (در نشریات ایران)
- ۷ ویژه نامهٔ تخصصی در نشریات خبر رسانی پزشکی طب کل نگر و دانش پزشکی (به مدیر مسؤولی سید شهاب الدین صدر) به منظور انتشار نتایج پزشکی فرادرمانی و ساینتولوژی تاکنون منتشر شده‌اند.[۳۷][۳۸]
- همچنین دو شماره ویژه نامه از نظاره تا نظر به عنوان ضمیمهٔ ماهنامهٔ گزارش در بهمن ۱۳۸۹ و اردیبهشت ۱۳۹۰، به منظور تبیین نظرات عرفانی اعتقادی عرفان حلقه،[۳۹] دو شماره مجلات راه کمال با عنوان بینش انسان در زمینهٔ قوانین هستی و اصول حاکم بر آن و عرفان کیهانی (حلقه) در مورد جایگاه عرفان در اردیبهشت و خرداد ۱۳۸۹،[۴۰] و ویژه نامهٔ چند مقاله در فصلنامهٔ آموزشی پژوهشی فرهنگ آموزش[۴۱] و همین‌طور چند مقاله از او در روزنامه‌های کشور به چاپ رسیده است:
- فضایل مهدوی در بیان رضوی به تاریخ ۱ آذر ۱۳۸۶ در روزنامهٔ جمهوری اسلامی در توصیف فضائل اخلاقی علی بن موسی الرضا و مهدی.[۴۲]
- آیینهٔ عاشورا به تاریخ ۲۹ بهمن ۱۳۸۷ در روزنامهٔ همشهری در توصیف مفهوم حقیقی محرم، روز عاشورا و درس‌هایی که باید از نهضت حسین گرفت.[۴۳]
- در رواق رمضان به تاریخ ۱۸ شهریور ۱۳۸۸ در روزنامهٔ همشهری در توصیف مفهوم حقیقی ماه رمضان و نتایج لازم برای خودسازی وجودی.[۴۴]
- همسو با زمان و زمانه در تابستان ۱۳۸۸ در فصل‌نامهٔ حوزه ویژه حوزه و خرافه‌زدایی و در توصیف معنویت، ان‍س‍ان و ن‍ی‍ازه‍ا، آرم‍ان‌گ‍رای‍ی، ش‍ی‍وه زن‍دگ‍ی و زم‍ان.[۴۵] این مقاله در ۳۱ فروردین ماه ۱۳۸۹ در روزنامهٔ رسالت تجدید چاپ گردید.[۴۶]
- روزهای کمال: نگاهی اجمالی به فواید معنوی روزه‌داری به تاریخ ۲۱ شهریور ۱۳۸۸ در روزنامهٔ اعتماد در توصیف روزه، تذهیب نفس و آداب و رسوم مذهبی.[۴۷]
- سیمای پنهان دجال: نگاهی بر نقش دجال در عصر موعود به تاریخ ۲۱ بهمن ۱۳۸۸ در روزنامهٔ رسالت در توصیف مهدی، دجال، ایمان و سعادت.[۴۸]
- ارتباط اخلاق و عرفان به تاریخ ۲۷ بهمن ۱۳۸۸ در روزنامهٔ رسالت در توصیف اخلاق، عرفان و هستی‌شناسی.[۴۹]
- نقش بینش در زندگی در سه بخش در تاریخهای ۲۴ فروردین ماه، ۱ و ۶ اردیبهشت ماه ۱۳۸۹ در روزنامهٔ آرمان در توصیف بیماری‌های با علل بینشی.[۵۰][۵۱][۵۲]
- عرفان و شریعت به تاریخ ۲۹ فروردین ماه ۱۳۸۹ در نشریه‌ای به همین نام و در توصیف عرفان و دین.[۵۳]
- در جستجوی عرفان ناب به تاریخ ۹ اردیبهشت ۱۳۸۹ در روزنامهٔ صبح اقتصاد.[۵۴]
- الصلوة به تاریخ ۱ آذرماه ۱۳۸۹ در روزنامهٔ همشهری در بخش اندیشه در توصیف نماز در نگرشی نو.[۵۵]
- همچنین مقاله‌هایی مانند نمایی نو از فلسفهٔ ظلم در روزنامهٔ فرهنگ آشتی در صفحهٔ ۸ خانواده و ظلم چیست در روزنامهٔ عصر اقتصاد، در صفحهٔ ۴: فرهنگ و هنر شماره ۱۶۶۰ بتاریخ ۲۷ دی ۱۳۸۸ و اعتلای آگاهی در آیین انتظار در صفحهٔ ۹ روزنامهٔ ابتکار شمارهٔ ۱۶۸۷ در تاریخ ۱۸ بهمن ۱۳۸۸.

## تقدیرنامه‌ها
دانشگاه طب سنتی ارمنستان در اردیبهشت سال ۱۳۹۰، به محمدعلی طاهری دکترای افتخاری اعطا کرد. تنها چند روز پیش از دستگیری، رئیس دانشگاه طب سنتی ارمنستان به همراه هیئت همراه به منظور اعطای دکترای افتخاری بنیان‌گذاری این طب‌های مکمل ایرانی «فرادرمانی» و «سایمنتولوژی» به محمدعلی طاهری به تهران آمده بودند. بنا به گزارش آفتاب این دومین بار است که دانشگاه طب سنتی ارمنستان در طول ۲۲ سال تأسیس خود به یک محقق دکترای افتخاری اعطا می‌کند.

### قرارداد با دانشگاه طب سنتی ارمنستان و لغو آن توسط دانشگاه
به نوشته ابتکار نیوز رئیس دانشگاه طب سنتی ارمنستان هدف از همکاری‌اش با طاهری را استوار کردن طب سنتی بر پایه‌های علمی عنوان کرد. معاون امور بین‌الملل و سرپرست دپارتمان طب‌های مکمل ایرانی در دانشگاه ارمنستان نیز در حاشیه مراسم اعطای دکترای افتخاری به بنیان‌گذار طب‌های مکمل فرادرمانی و سایمنتولوژی، افزود:
سعی داریم تا این طب‌های مکمل ایرانی را در چارچوب‌های آموزشی استاندارد جهانی در مقاطع کارشناسی، کارشناسی ارشد و PHD طراحی و قابل اجرا نمائیم.
این در حالیست که وبگاه تابناک مدعی شد مدرک دکتری افتخاری ارائه شده به محمد علی طاهری در نتیجه لابی یکی از هواداران فرادرمانی با دانشگاه طب سنتی ارمنستان است. همین منبع نامه‌ای را منتشر کرده که به موجب آن دانشگاه طب سنتی ارمنستان در تاریخ ۱۰ می۲۰۱۱ (۶ روز پس از دستگیری طاهری) این قرارداد را به‌طور یکجانبه لغو نموده است. علت لغو این قرارداد شرایط اضطراری مؤسسه عرفان کیهانی و نیز عدم ارائه هیچگونه برنامه آموزشی در این مدت ذکر شده است. با این وجود در وبگاه دانشگاه همچنان مؤسسه عرفان کیهانی به‌همراه مؤسسه پژوهشی حجامت به عنوان شرکای این مؤسسهٔ آموزشی معرفی شده‌اند.